# Deportes Iberia
Il Deportes Iberia è una società calcistica cilena, con sede a Los Ángeles, nella regione del Bío Bío.
Milita nella Campeonato Nacional de Primera B del Fútbol Profesional Chileno.

## Palmarès

### Competizioni nazionali
- Segunda División: 3

2012, 2013, 2013-2014

## Storia
Fondato nel 1933, non ha mai vinto trofei nazionali.

## Rosa della stagione 2017
| N. |                      | Ruolo | Calciatore          |
| -- | -------------------- | ----- | ------------------- |
| 1  | Cile (bandiera)      | P     | Emanuel Vargas      |
| 3  | Cile (bandiera)      | D     | Mario Pardo         |
| 5  | Cile (bandiera)      | C     | Humberto Bustamante |
| 6  | Cile (bandiera)      | C     | Giovanni Asken      |
| 7  | Cile (bandiera)      | A     | Mauricio Gómez      |
| 8  | Cile (bandiera)      | C     | Juan Gutiérrez      |
| 9  | Argentina (bandiera) | A     | Diego Ruiz          |
| 10 | Cile (bandiera)      | C     | Alexis Delgado      |
| 11 | Cile (bandiera)      | A     | Eduardo Navea       |
| 12 | Cile (bandiera)      | P     | José Acevedo        |
| 13 | Cile (bandiera)      | C     | Diego González      |
| 14 | Argentina (bandiera) | C     | Mauro Aguirre       |
| 15 | Cile (bandiera)      | D     | Sebastián Silva     |
| 16 | Cile (bandiera)      | D     | Marcelo Jorquera    |

| N. |                      | Ruolo | Calciatore         |
| -- | -------------------- | ----- | ------------------ |
| 17 | Cile (bandiera)      | D     | Piero Campos       |
| 19 | Cile (bandiera)      | C     | Diego Urquieta     |
| 20 | Cile (bandiera)      | C     | Felipe Elgueta     |
| 21 | Cile (bandiera)      | C     | Braulio Baeza      |
| 22 | Cile (bandiera)      | D     | Diego Opazo        |
| 23 | Cile (bandiera)      | P     | Miguel Jiménez     |
| 24 | Cile (bandiera)      | A     | Nicolás Bascur     |
| 25 | Cile (bandiera)      | A     | Joaquín Aguilera   |
| 27 | Cile (bandiera)      | A     | Nicolás Pasmiño    |
| -- | Argentina (bandiera) | D     | Diego Guidi        |
| -- | Cile (bandiera)      | D     | Oscar Magaña       |
| -- | Cile (bandiera)      | D     | Ricardo Pettinelli |
| -- | Cile (bandiera)      | P     | Ricardo Cárcamo    |
| -- | Cile (bandiera)      | D     | Benjamín Povea     |